# Danilo Lokar
Danilo Lokar, slovenski zdravnik in pisatelj, * 9. maj 1892, Ajdovščina, † 21. julij 1989, Ljubljana.

## Življenjepis
Lokar je gimnazijo obiskoval v Gorici, leta 1917 pa je na Dunaju končal študij medicine. Kot zdravnik je služboval v več krajih, od 1925 v Ajdovščini. Med 2. svetovno vojno je bil pregnan v italijansko Medejo, po kapitulaciji Italije pa se je pridružil partizanom na Primorskem. Leta 1951 se je kot zdravnik upokojil in se povsem posvetil pisateljevanju. Za zbirko novel Sodni dan na vasi je leta 1959 prejel Prešernovo nagrado. 

## Literarno delo
Danilo Lokar, po poklicu zdravnik, in po starosti sodobnik pisatelja F. Bevka, po svojem kasnem vstopu v slovensko literaturo pa sodobnik mlajšega pisateljskega rodu, kajti svojo prvo knjigo, avtobiografsko psihološko študijo Podoba dečka je objavil šele leta 1956, čeprav je svojo prvo novelo Ples objavil že 1933 v reviji Sodobnost in še dve naslednji Zimska noč in Obleka v naslednjih dveh letih. Prvi knjigi so sledile: Sodni dan na vasi (1958), Hudomušni Eros (1960), Zakopani kip (1961), Dva obraza dneva (1962), Z glavo skozi zid (1963), Srnjaček (1964), Dva umetnika (1965), Bela cesta (1968), Silvan (1970), Božična gos (1971), Zagata ni zagata (1975), Zehajoči angel (1976), Timove zgodbe (1977), Cankarju ob rob (1978), Dom in jezik (1979), Burja pred tišino (1982) in Samogovorniki (1984) ter memoarsko knjigo Leto osemnajsto (1960).
Lokarjeva proza je v bistvu artistična, umetniška poživitev ekspresionističnega literarnega izraza, ki skuša pogostokrat z elementi Freudove psihoanalize in podzavestnih asociacij prikazati gorljivost, strahotnost in grotesknost človekovega bivanja. Najpogostejši tematski del Lokarjeve novelistike so upodobitve ljudi iz Vipavske doline in okoliških hribovitih predelov s poudarjeno vlogo vznemirljive kraške pokrajine. V besedilih s tematiko umetniškega življenja, največkrat v zvezi s slikarstvom, se povezujeta epski in esejistični pripovedni način. Novelistiki so se kasneje pridružili dramski fragmenti (Zehajoči angel in Timove zgodbe).
- Sodni dan na vasi

V Sodnem dnevu na vasi je zbral novele, ki nam razodevajo Lokarjev pogled na dogajanje med obema vojnana na primorskem pod Čavnom, Črnim vrhom, Nanosom in na Krasu, a tudi na področju Gorice in Trsta v obdobju fašizma in bojev za svobodo. Ko slika zločinske izvrševalce vojaških povelj, izmikajoče se obtoževalce zlaganih junaštev in upirajoče se vojake, pravično odmerja svetlobo in senco.
- Hudomušni Eros

Problem ljubezenske igre prevladuje v knjigi Hudomušni Eros z zgodbami iz ljubezenskega in zakonskega življenja, ki osvetljujejo ljudi in dogodke v primorski pokrajini od avstro-ogrskih časov do 2. svetovne vojne.
- Leto osemnajst

Memoarsko delo Leto osemnajst vsebuje tri samostojne pripovedne enote: V gnezdu, Na razpotju in Leto osemnajsto, ki podajajo pisateljeve spomine na lastno rast v gimnazijskih (Gorica) in visokošolskih letih (Dunaj) in v zvezi z dogodki pred 1. svetovno vojno, med vojno in ob njenem koncu. Preteklost vstaja v pisatelju v »polpozabljenih podobah«; bolj kakor zunajnje dogajanje osvetljuje duševno življenje, ki se mu razkriva kot »blaženost bivanja«.
- Zakopani kip

Problem umetništva obravnava v zbirki Zakopani kip, ki skuša dojeti podobo pesnika Gregorčiča ob izgubi prijtelja Frana Erjavca. 
- Dva obraza dneva

V zbirki dva obraza dneva je povezal devet novel; v njih svojo misel podčrtuje s pripovedovanjem zgodbe in nravstveno priostrenim poročanjem o dogajanju.
- Z glavo skozi zid

Zbirka Z glavo skozo zid vsebuje zgodnje in poznejše pisateljeve tekste; noveli Z glavo skozi zid in Krvava potegavščina in drama v treh dejanjih Razvratnik so bile napisane okoli 1935, novela v obliki dnevnika Urečeni vrt 1932, novele Legenda, Bolnik in junak ter Boj Pod gorami pa leta 1948.Ti prozni teksti in drama dokazujejo pisateljevo nagnenje do oblikovanja sodobne snovi s psihološkim poglabljanjem v dogajanje in s smislom za odtenke.
Danilo Lokar je bil zelo pomembna oseba, zato so po njem poimenovali OŠ Ajdovščina in Lokavec.